# The Impossible
Pour les articles homonymes, voir Impossible (homonymie).
Pour plus de détails, voir Fiche technique et Distribution.
The Impossible (Lo imposible) est un film catastrophe espagnol réalisé par Juan Antonio Bayona et sorti en 2012.
Il évoque le tsunami du 26 décembre 2004 dans le sud de la Thaïlande à travers une famille de touristes prise dans ce drame. Ce film retrace l'histoire vraie de María Belón (en) et sa famille partie fêter Noël là-bas.

## Synopsis
Un couple et ses trois garçons partent en vacances en Thaïlande, à Khao Lak. Ils arrivent la veille du tsunami du 26 décembre 2004. Surpris par la vague géante au moment où ils sont dans la piscine de leur hôtel, ils sont séparés en deux groupes mais réussissent à survivre malgré de graves blessures. Au milieu du chaos, de toutes ces personnes traumatisées perdues et endeuillées, ils continuent leurs recherches, ne lâchent pas prise et vont se retrouver.

## Fiche technique
- Titre original : Lo imposible
- Titre anglais : The Impossible
- Titre québécois   : L'impossible
- Titre français : The Impossible
- Réalisation : Juan Antonio Bayona
- Scénario : Sergio G. Sánchez
- Direction artistique : Eugenio Caballero
- Décors : Dídac Bono
- Costumes : Damien Tourtelle
- Photographie : Óscar Faura
- Son : Oriol Tarragó
- Montage : Elena Ruiz et Bernat Vilaplana
- Musique : Fernando Velázquez
- Production : Belén Atienza, Álvaro Augustín, Ghislain Barrois et Enrique López Lavigne
- Société de production : Apaches Entertainment et Telecinco
- Budget: 45 000 000 $
- Société de distribution :  Warner Bros. Pictures
- Pays d'origine :  Espagne
- Langue originale : anglais
- Format : couleur - 35mm - 2,35:1 - son Dolby numérique
- Genre : catastrophe
- Durée : 114 minutes
- Public : déconseillé aux moins de 12 ans
- Date de sortie :
  - Canada : septembre 2012 (Festival international du film de Toronto)
  - Espagne : 11 octobre 2012
  - France : 21 novembre 2012

## Distribution

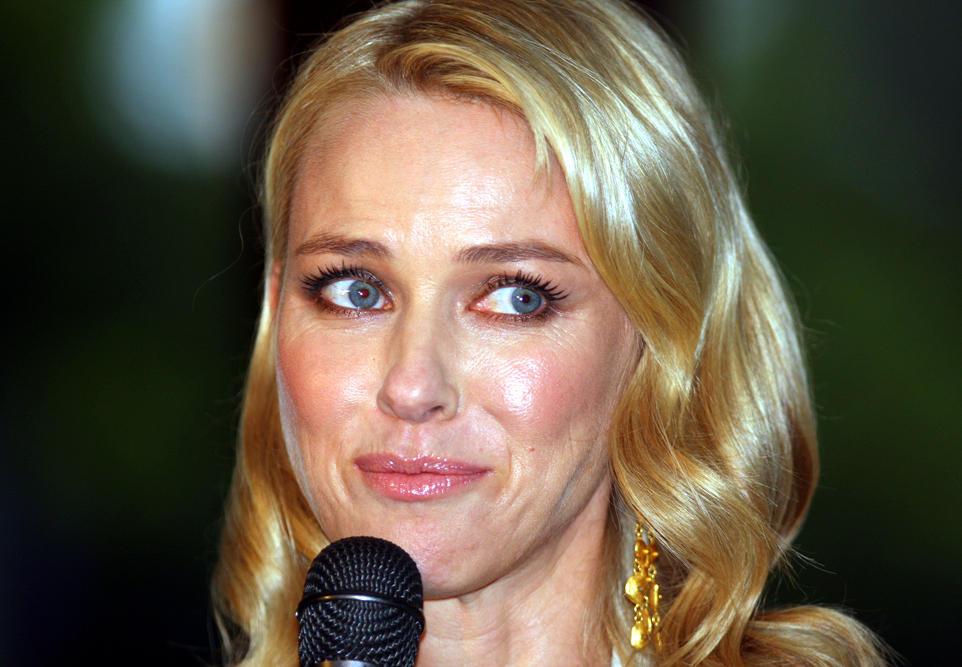
L'actrice Naomi Watts, l'année de sortie du film.

- Naomi Watts (VF : Hélène Bizot) : Maria Bennett, la mère
- Ewan McGregor (VF : Bruno Choel) : Henry Bennett, le père
- Tom Holland (VF : Jérémy Berguig) : Lucas Bennett, le fils aîné
- Samuel Joslin (VF : Henri Boisseau) : Thomas Bennett, le fils cadet
- Oaklee Pendergast (VF : Alban Thuilier) : Simon Bennett, le benjamin
- Marta Etura : Simone
- Johan Sundberg : Daniel
- Geraldine Chaplin (VF : Frédérique Cantrel) : la vieille dame
- Ploy Jindachote (VF : Jade Phan-Gia) : l'infirmière thaïlandaise
- Laura Power (VF : Nastassja Girard) : l'infirmière dans l’avion

Source et légende : Version française (VF) sur RS Doublage et AlloDoublage

## Production

### Genèse et développement
Le film retrace l'histoire d'une famille qui a réellement vécu ce drame.
La préparation du film a duré presque deux ans, entre l'Espagne et la Thaïlande, dans plus de 60 sites différents, dont bon nombre ont été les lieux réels de la catastrophe, à Khao Lak et à l'hôpital de Takua Pa. 
Pour reconstituer le plus fidèlement possible le gigantesque tsunami, la production a travaillé avec six sociétés spécialisées dans les effets spéciaux. En tout, il a fallu un an pour créer l'impressionnante séquence de 10 minutes pendant laquelle le premier raz-de-marée submerge la côte.

### Tournage
Le tournage du film a débuté le 16 août 2010 jusqu'au 28 février 2011, à Khao Lak Orchid Beach Resort, (Phang Nga), en Thaïlande puis à Alicante et Ciudad de la Luz, dans la province d'Alicante, en Espagne.

## Accueil
Le film a reçu beaucoup de critiques positives pour avoir montré beaucoup de tristesse mais aussi beaucoup d'espoir, malgré son statut de film catastrophe.

### Box-office
Le film est d'abord sorti en Espagne, où il a réalisé le meilleur démarrage de l'histoire du box-office hispanique. Avec 13,5 millions de dollars cumulées, le film a pulvérisé le précédent record détenu par Pirates des Caraïbes : Le Secret du coffre maudit il cumule plus de 200 millions au total.

## Distinctions

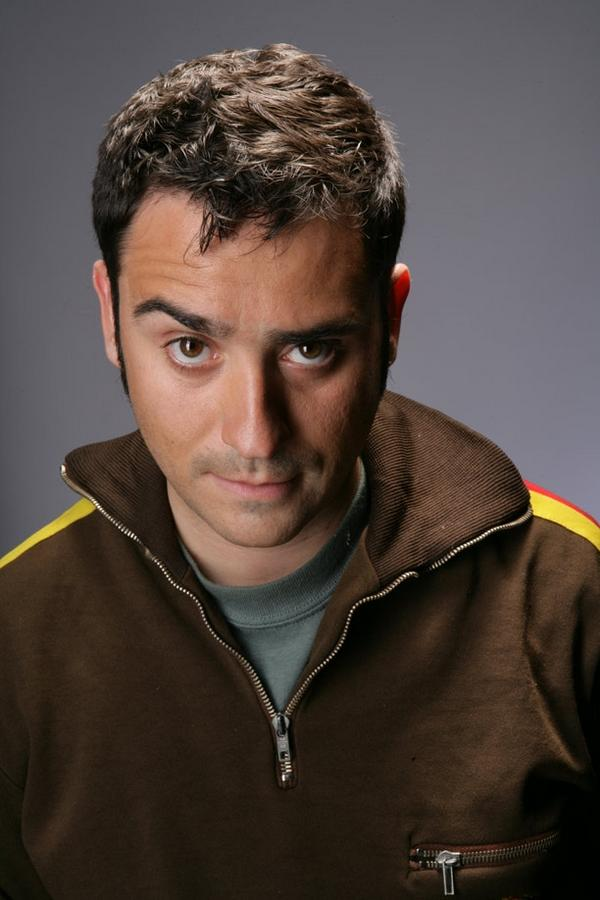
Le réalisateur Juan Antonio Bayona.

### Récompenses
- National Board of Review Awards 2012 : meilleur espoir masculin pour Tom Holland
- Hollywood Film Festival 2012 : Spotlight Award pour Tom Holland
- Palm Springs International Film Festival : Desert Palm Achievement Award pour Naomi Watts
- Phoenix Film Critics Society : meilleur jeune acteur pour Tom Holland
- Capri Awards 2012 : meilleur réalisateur et prix du meilleur réalisateur européen pour Juan Antonio Bayona
- Central Ohio Film Critics Association Awards 2013 : meilleure actrice pour Naomi Watts
- London Film Critics Circle Awards 2013 : espoir britannique de l'année pour Tom Holland
- Premios Goyas 2013 :
  - Meilleur réalisateur pour Juan Antonio Bayona
  - Meilleur montage
  - Meilleur son
  - Meilleurs effets visuels
- Prix Gaudí 2013 :
  - Meilleur film européen
  - Meilleur réalisateur pour Juan Antonio Bayona
  - Meilleur montage
  - Meilleure photographie
  - Meilleur son
  - Meilleure coiffure et maquillage
- International Film Music Critics Association Awards 2012 : composition musicale d'un film pour The Impossible Main Title

### Nominations
- Art Directors Guild Awards 2012 : meilleure direction artistique
- Chicago Film Critics Association Awards 2012 : meilleure actrice pour Naomi Watts
- Dallas-Fort Worth Film Critics Association Awards 2012 : meilleure actrice pour Naomi Watts
- Detroit Film Critics Society Awards 2012 :
  - Meilleur film
  - Meilleur réalisateur pour Juan Antonio Bayona
  - Meilleure actrice pour Naomi Watts
  - Meilleur acteur dans un second rôle pour Ewan McGregor
- Houston Film Critics Society Awards 2012 : meilleure actrice pour Naomi Watts
- Las Vegas Film Critics Society Awards 2012 : meilleur Film
- San Diego Film Critics Society Awards 2012 : meilleure actrice pour Naomi Watts
- Washington D.C. Area Film Critics Association Awards 2012 : meilleur espoir pour Tom Holland
- AACTA Awards 2013 : meilleure actrice internationale pour Naomi Watts
- Critics' Choice Movie Awards 2013 :
  - Meilleure actrice pour Naomi Watts
  - Meilleur espoir pour Tom Holland
- Golden Globes 2013 : meilleure actrice dans un film dramatique pour Naomi Watts
- Premios Goyas 2013 :
  - Meilleur film
  - Meilleure actrice pour Naomi Watts
  - Meilleur acteur dans un second rôle pour Ewan McGregor
  - Meilleur espoir pour Tom Holland
  - Meilleur scénario original pour Sergio G. Sánchez
  - Meilleure photographie pour Óscar Faura
  - Meilleurs maquillages et coiffures
  - Meilleure musique pour Fernando Velázquez
- Oscars 2013 : meilleure actrice pour Naomi Watts
- Screen Actors Guild Awards 2013 : meilleure actrice pour Naomi Watts
- Prix du cinéma européen 2013 :
  - People’s Choice Award
  - Meilleure actrice pour Naomi Watts